# Yukimasa Nakamura
Yukimasa Nakamura (n. 28 august 1972, Fukuoka, Japonia) este un judocan ce a reprezentat Japonia, medaliat olimpic. A participat la 2 ediții ale Jocurilor Olimpice (1996, 2000) în care a câștigat o medalie de argint.